# France Štiglic
France Štiglic (ur. 12 listopada 1919 roku w Kranju, zm. 4 maja 1993 roku w Lublanie) – słoweński reżyser filmowy.

## Życie
Urodził się jako dziesiąty z jedenastu dzieci urzędnika Franca i Mariji z d. Strmec. Większość życia spędził w Lublanie. W gimnazjum był amatorskim aktorem Gledališkega odra Narodne čitalnice v Kranju. Po maturze zaczął studiować prawo w Lublanie. W tym czasie występował w Gledališču mladih i uczęszczał do szkoły aktorskiej Milana Skrbinška. Przez rok był zatrudniony jako pisarz w firmie Slavec Kranj. Ostatecznie studiów prawniczych nie skończył. Zapisał się do Akademii Aktorskiej, ale nie ma potwierdzenia, że ją ukończył. Pracował także jako technik w fabryce, był członkiem organizacji OF, jak również redaktorem w czasopismach. W sierpniu 1973 został profesorem akademii teatru, radia, filmu i telewizji; w lutym 1976 został jej dziekanem, a w styczniu 1981 z niej odszedł. Długoletni prezes Stowarzyszenia Słoweńskich Filmowców. Był wielokrotnym laureatem krajowego festiwalu filmowego w Puli.
Jego syn Tugo również był reżyserem.

## Dorobek filmowy
Na podstawie:
- 15 filmów pełnometrażowych (12 słoweńskich, 2 macedońskie, 1 chorwacki)
- 6 filmów krótkometrażowych
- 5 seriali telewizyjnych

### Filmografia
- Na svoji zemlji (1948)
- Trst (1951)
- Svet na Kajžarju (1952)
- Vučja noć(inne języki) (1955)[1]
- Dolina pokoju (1956)[1]
- Dziewiąty krąg (1960)[1]
- Balada o trobenti in oblaku (1961)
- Tistega lepega dne (1962)
- Ne joči, Peter (1964)[1]
- Amandus (1966)[1]
- Pastirci (1973)
- Povest o dobrih ljudeh (1974)[1]
- Praznovanje pomladi (1978)
- Veselo gostivanje (1984)

## Nagrody
- Nominowany do Oscara (za film Dziewiąty krąg)[3].
- Na 10. MFF w Cannes sukces filmu Dolina pokoju (1956), który dostał nagrodę za główną rolę męską (John Kitzmiller)[4].
- Nagroda Prešerna (1962) za filmy Dolina pokoju, Dziewiąty krąg oraz Balada o trobenti in oblaku[2][5].